# 高橋花林
高橋 花林（たかはし かりん、1994年9月9日 - ）は、日本の女性声優。神奈川県出身。青二プロダクション所属。

## 来歴
立教大学文学部史学科卒業。
4歳ごろ、祖父の影響で『カードキャプターさくら』や『犬夜叉』の主題歌を聴いており、アニメソングを歌う歌手になりたいと思っていた。小学生になると、弁護士になりたいと思っていたが、進路相談をきっかけに演技の世界に進もうと決めた。
高校在学中（当時17歳）の2011年9月、第36回ホリプロタレントスカウトキャラバン「次世代声優アーティストオーディション」でファイナリストに選ばれ、10月の決勝大会では歌唱などを披露したものの、他のファイナリストとは異なりホリプロ所属には至らなかった。2012年7月、ポニーキャニオン主催のぽにきゃん声たまオーディション2012のグランプリ「第1回ポニーキャニオン声たまプリンセス」に選ばれた。2013年、同オーディションの第2回グランプリに選ばれた遠藤ゆりかとユニット「YURI*KARI」を結成し、『断裁分離のクライムエッジ』エンディングテーマ「君と二人」でCDデビューを果たした。
初めてのレギュラーとなったアニメ作品は夏川唯役で出演した『ダイヤのA』である。
2017年4月をもって青二プロダクションジュニアタレントから準所属となる。
2022年1月1日より青二プロダクション正所属となる。

## 人物
日商簿記検定3級、英検2級、漢検2級、中国語検定3級の資格を持っている。
趣味はアニメ観賞、音楽鑑賞、観劇、読書であり、特技はアコースティックギターの弾き語り、歌唱、描画、DJ、ドールである。
事務所の同期にはのぐちゆり、下地紫野、大和田仁美、森下由樹子、山下まみ、ゆうかがいる。交流の深い声優に深川芹亜、井澤美香子がいる。
パンダが好きだと公言している。

## 出演
太字はメインキャラクター。

### テレビアニメ
2013年
- ダイヤのA（2013年 - 2020年、夏川唯、女子生徒） - 3シリーズ

2015年
- 俺物語!!（女子学生2）
- ONE PIECE 〜アドベンチャー オブ ネブランディア〜
- ドラゴンボール超（客、市民）
- 不思議なソメラちゃん（メヌースー解説、仔メヌースー、女の子）
- ランス・アンド・マスクス（錦）

2016年
- タイガーマスクW（2016年 - 2017年、プロレス女子、店員）
- マジきゅんっ!ルネッサンス（女子生徒）

2017年
- アイドルマスター シンデレラガールズ劇場（2017年 - 2019年、森久保乃々） - 4シリーズ
- ONE PIECE（2017年 - 2023年、コーラス、お花たち、メアリーズ、イッカク）

2018年
- 音楽少女（箕作沙々芽）
- ソラとウミのアイダ（空町春）
- SSSS.GRIDMAN（怪獣少女アノシラス〈2代目〉）

2019年
- メルヘン・メドヘン（ノーマ）
- ゲゲゲの鬼太郎（第6作）（大輝）
- Dr.STONE（2019年 - 2025年、スイカ） - 6シリーズ + 特別編

2020年
- アサルトリリィ BOUQUET（ミリアム・ヒルデガルド・v・グロピウス）

2021年
- SHOW BY ROCK!! STARS!!（ラメカ）
- SSSS.DYNAZENON（2代目）
- ちびまる子ちゃん（お客さん）
- それいけ!アンパンマン（2021年 - 2023年、ネコ美）
- ぐんまちゃん（2021年 - 2023年、ぐんまちゃん） - 2シリーズ
- デジモンゴーストゲーム（2021年 - 2022年、ムーチョモン）

2022年
- クレヨンしんちゃん（小学生B）
- Do It Yourself!! -どぅー・いっと・ゆあせるふ-（しー〈幸希心〉）
- チェンソーマン（東山コベニ）

2023年
- しまじろうのわお!（トマりん）

2024年
- とーがね!クロニクル（湖西もも）

2025年
- 中禅寺先生物怪講義録 先生が謎を解いてしまうから。（幸子）
- 宇宙人ムームー（オペレーター、シベリア）

### 劇場アニメ
- ドラゴンボールZ 復活の「F」（2015年）
- リズと青い鳥（2018年、吹奏楽部員）
- ONE PIECE FILM RED（2022年）
- グリッドマン ユニバース（2023年、怪獣少女 / 2代目[37][38]）
- 劇場版 チェンソーマン レゼ篇（2025年、東山コベニ[39]）

### Webアニメ
2010年代
- 美少女戦士セーラームーンCrystal（2015年、女性）
- 悪魔のメムメムちゃん（2017年、メムメム）
- てぃ先生（2017年、きららちゃん）
- アイドルマスター シンデレラガールズ劇場 火曜シンデレラシアター / Extra Stage（2017年 - 2021年、森久保乃々） - 2シリーズ
- ももまち（2019年、サル）

2020年代
- アサルトリリィ ふるーつ（2021年、ミリアム・ヒルデガルド・v・グロピウス）
- CINDERELLA GIRLS 10th Anniversary Celebration Animation ETERNITY MEMORIES（2022年、森久保乃々）
- どうすりゃいいんだ チョサクケン～ただしくチョサクブツをつかうために～（2024年、古典の先生）

### ゲーム
2013年
- ウチの姫さまがいちばんカワイイ（甘露姫 プリン・キューティー）

2015年
- けものフレンズ（ヤマバク、フンボルトペンギン、ハイイログマ）
- 絶対迷宮 秘密のおやゆび姫（氷姫スヴィア）
- 電撃文庫 FIGHTING CLIMAX IGNITION（ゼロ）
- 部活少女バトル（田山珠璃）
- Vamwolf Cross（女の子、子猫、女子高生A）
- 封印勇者! マイン島と空の迷官（見習い魔術師ソフィ、狩人コニー、森の妖精ハイビス 他）

2016年
- アイドルマスター シンデレラガールズ（2016年 - 2024年、森久保乃々） - 2作品
- 放課後ガールズトライブ（立花凛縁）
- モン娘☆は〜れむ（リパーゼル）
- ロボットガールズZ ONLINE（牧穂クルメ）

2017年
- ヴァンパイア†ブラッド（喜多村梓）
- 青空アンダーガールズ!（櫻花ひなた）
- 黒の騎士団 〜ナイツクロニクル〜（エドガー）
- 幻想少女（孫尚香）
- StraStella（カル）
- ソラとウミのアイダ（空町春）
- CARAVAN STORIES（ガムラ）

2018年
- 電撃文庫：CROSSING VOID（ゼロ） - 海外向けアプリゲーム
- 温泉むすめ ゆのはなこれくしょん（秋保那菜子）

2019年
- 音乐少女（箕作沙沙芽）
- けものフレンズ3（サバンナシマウマ）

2020年
- SHOW BY ROCK!! Fes A Live（ラメカ・パシャリコワ）
- ゼノブレイド ディフィニティブ・エディション（テト）
- クラッシュフィーバー（エジソン）
- ビビッドアーミー（アンカ）
- Fate/Grand Order（2020年 - 2025年、ヴァン・ゴッホ）
- サクラ革命 〜華咲く乙女たち〜（最上むつは）
- 魔女の泉3 Re: Fine（ベリータ）

2021年
- アサルトリリィ Last Bullet（2021年 - 2023年、ミリアム・ヒルデガルド・v・グロピウス）
- アイドルマスター ポップリンクス（森久保乃々）
- ウマ娘 プリティーダービー（2021年 - 2024年、カワカミプリンセス）
- Shadowverse（森久保乃々）
- ボンバーガール（プルーン）
- グランブルーファンタジー（2021年 - 2024年、リッチ）
- スーパーロボット大戦30（リアン・アンバード）
- ラグナドール 妖しき皇帝と終焉の夜叉姫（口裂け女）
- アーテリーギア -機動戦姫-（セルリアン、フェーディ）

2022年
- 東方スペルバブル（多々良小傘）
- D4DJ Groovy Mix（2022年 - 2024年、一星ルミナ）
- モンスターストライク（東山コベニ）

2023年
- 共闘ことばRPG コトダマン（東山コベニ）
- サクライグノラムス（ひまわり）
- アズールレーン（2代目）
- 魔女の泉R（パイベリー）
- クイズRPG 魔法使いと黒猫のウィズ（ポインセット・ムジーク）
- ONE.（椎名繭）
- takt op. 運命は真紅き旋律の街を（アイネ・クライネ・ナハトムジーク）

2024年
- ゼンレスゾーンゼロ（バーニス・ホワイト）

### ドラマCD
- 温泉むすめ シリーズ（2017年 - 2020年、秋保那菜子）

### ASMR
- 仮恋りみっと 〜期間限定コイビトごっこ〜（2022年、菊池梨見）
- 『アサルトリリィ Last Bullet』ASMR ミリアムさんと一緒 ～これでお主も立派なアーセナルじゃ～（2022年、ミリアム・ヒルデガルド・v・グロピウス）
- いえカノ～マイペースな芸術家の一日彼女とアートに浸る日～（2023年、浜松智弓）
- 『異世界マッサージ』～新米サキュバスメイドの極上おもてなし～（2023年、アロナ）

### 吹き替え
- この恋で鼻血を止めて（2025年、ホンホン[81]）

### テレビ番組
- LIKE（テレビ朝日） - LIKEくん 役
- ドキドキチャレンジ（TBS）- Spicy 役
- わたしのウチには、なんにもない。（NHK BSプレミアム） - くるり 役、ぽっけ 役
- あにむす!
- アニメトリップX
- 神おけ

### 特撮
- グリッドナイトファイト（2021年、2代目の声[82]）

### 舞台
- アサルトリリィ League of Gardens（2020年、ミリアム・ヒルデガルド・v・グロピウス[83]）
  - アサルトリリィ The Fateful Gift（2020年[84]）
  - アサルトリリィ Lost Memories（2022年[85]）
- LIAR GAME murder mystery『爆発廃工場 〜犯人の挑戦状〜』『首切りホテル 〜最後の夜宴〜』（2024年[86]）

### ラジオ
※はインターネット配信。
- ボイスサンクチュアリ（FM長野）
- 高橋花林と大和田仁美のとりあえずノリでやっていこう!（2013年 - 2014年、超!A&G+※）
- A&G Girls Project Trefle（2014年 - 2015年、超!A&G+※）
- A&Gリクエストアワー 阿澄佳奈のキミまち!（2017年 - 2019年、文化放送）※中継リポーター、キミまち!キャラバン通信パーソナリティ[87]
- 「温泉むすめ」ぷれぜんつ的なうぇぶらじお!みみぽか!!〜ゆーも遊びに来ちゃいなYOH!〜（2017年 - 2019年、アニメイトタイムズ※）
- 宇宙漁師候補生がラジオやってみた!宇宙漁業団非公認!花林とほの花とももことソラとウミのラジオ!略してギョギョッとラジオ!さらに略してギョギョラジ!（2017年 - 2018年、超!A&G+※・音泉※）[88]
- アサルトリリィ ラジオガーデン（2020年、HiBiKi Radio Station※）
- アサルトリリィ ラジオガーデン ‐GROWING‐（2021年、TBSラジオ・HiBiKi Radio Station※）
- アサルトリリィ ラジオガーデン ‐OVERFLOW‐（2021年 - 、HiBiKi Radio Station※）

### インターネット番組
- すごいよ☆花林ちゃん!（2017年 - 、ニコニコ生放送）[89]
- トピオの麦わらステーション（2019年 - 、YouTube）[90]
- 声優たびノート「横浜プチたび編」（2019年、ニコニコ動画・YouTube）[91]

### 映像商品
- 温泉むすめ SPRiNGS 2nd LIVE BD 〜聖夜にワッチョイナ!!〜（2018年4月）[92]
- 温泉むすめ 3rd LIVE “NOW ON☆SENSATION!! Vol.3”〜ワイワイワッチョイナ!!〜（2018年12月）[93]

### その他コンテンツ
- DVD きゃにめ.jp あなたを応援DVD（ポニーキャニオン）
- 雑誌 保育のひろば
- スニッカーズ「#スニッカーズの写真ツイートでシンデレラガールズからリプが届くかも!?略して #スニリプ」キャンペーン（森久保乃々[94]）
- バーチャルYouTuber音楽少女（2018年、箕作沙々芽）
- SSSS.DYNAZENON ボイスドラマ（2021年、2代目）

## ディスコグラフィ

### キャラクターソング
| 発売日   | 商品名 | 歌 | 楽曲                                                                                          | 備考                                                                            |
| 2014年   | 2014年 | 2014年 | 2014年                                                                                        | 2014年                                                                          |
| -------- | --- | --- | --------------------------------------------------------------------------------------------- | ------------------------------------------------------------------------------- |
| 5月28日  | 未来へつなげ                                                                                              | D応P | 「未来へつなげ」                                                                              | テレビアニメ『ダイヤのA』エンディングテーマ                                     |
| 5月28日  | 未来へつなげ                                                                                              | D応P | 「SMILE ON YOU」                                                                              | テレビ番組『あにむす！』オープニングテーマ                                      |
| 2015年   | | |                                                                                               |                                                                                 |
| 11月20日 | 『絶対迷宮 秘密のおやゆび姫』 キャラクターソングCD Vol.7 氷姫・スヴィア「結晶のティアラ」                 | 氷姫（高橋花林） | 「結晶のティアラ」                                                                            | ゲーム『絶対迷宮 秘密のおやゆび姫』関連曲                                       |
| 2017年   | | |                                                                                               |                                                                                 |
| 7月26日  | ユノハナプロローグ                                                                                        | SPRiNGS | 「未来イマジネーション！」 「70億分の9の奇跡」 「青春サイダー」 「Ambition」 「粉雪フレンズ」 | 『温泉むすめ』関連曲                                                            |
| 7月26日  | 追憶カレイドスコープ                                                                                      | SPRiNGS | 「純情-SAKURA-」 「さよなら花火」                                                             | 『温泉むすめ』関連曲                                                            |
| 7月26日  | 追憶カレイドスコープ                                                                                      | しゃんぷーはっと | 「ロマンスの林檎」                                                                            | 『温泉むすめ』関連曲                                                            |
| 9月13日  | THE IDOLM@STER CINDERELLA GIRLS STARLIGHT MASTER 13 Sweet Witches' Night 〜6人目はだぁれ〜                | 三村かな子（大坪由佳）、十時愛梨（原田ひとみ）、森久保乃々（高橋花林）、椎名法子（都丸ちよ）、及川雫（のぐちゆり） | 「Sweet Witches' Night 〜6人目はだぁれ〜（M@STER VERSION）」                                  | ゲーム『アイドルマスター シンデレラガールズ スターライトステージ』関連曲        |
| 10月18日 | THE IDOLM@STER CINDERELLA GIRLS MASTER SEASONS AUTUMN!                                                    | 渋谷凛（福原綾香）、森久保乃々（高橋花林）、大和亜季（村中知） | 「さよならアンドロメダ」                                                                      | ゲーム『アイドルマスター シンデレラガールズ』関連曲                             |
| 11月15日 | Hop Step Jump!                                                                                            | SPRiNGS | 「Hop Step Jump!」 「おんくり」                                                               | 『温泉むすめ』関連曲                                                            |
| 2018年   | | |                                                                                               |                                                                                 |
| 4月18日  | THE IDOLM@STER CINDERELLA GIRLS STARLIGHT MASTER 16 ∀NSWER                                                | 早坂美玲（朝井彩加）、森久保乃々（高橋花林）、星輝子（松田颯水） | 「∀NSWER（M@STER VERSION）」                                                                  | ゲーム『アイドルマスター シンデレラガールズ スターライトステージ』関連曲        |
| 6月6日   | ON STAGE LIFE                                                                                             | 音楽少女 | 「ON STAGE LIFE」                                                                             | テレビアニメ『音楽少女』挿入歌                                                  |
| 6月6日   | ON STAGE LIFE                                                                                             | 音楽少女 | 「ON STAGE LIFE（Taishi ReMix）」                                                             | テレビアニメ『音楽少女』関連曲                                                  |
| 7月25日  | お願いマーガレット                                                                                        | 音楽少女 | 「お願いマーガレット」                                                                        | テレビアニメ『音楽少女』挿入歌                                                  |
| 8月8日   | THE IDOLM@STER CINDERELLA GIRLS LITTLE STARS! いとしーさー♥                                               | 輿水幸子（竹達彩奈）、多田李衣菜（青木瑠璃子）、藤原肇（鈴木みのり）、水本ゆかり（藤田茜）、森久保乃々（高橋花林） | 「いとしーさー♥」                                                                             | テレビアニメ『アイドルマスター シンデレラガールズ劇場』エンディングテーマ       |
| 8月8日   | THE IDOLM@STER CINDERELLA GIRLS LITTLE STARS! いとしーさー♥                                               | 森久保乃々（高橋花林） | 「いとしーさー♥」                                                                             | テレビアニメ『アイドルマスター シンデレラガールズ劇場』エンディングテーマ       |
| 8月8日   | シャイニング・ピース                                                                                      | 音楽少女 | 「シャイニング・ピース」                                                                      | テレビアニメ『音楽少女』エンディングテーマ                                      |
| 8月8日   | シャイニング・ピース                                                                                      | 音楽少女 | 「シャイニング・ピース（Taishi ReMix）」                                                      | テレビアニメ『音楽少女』関連曲                                                  |
| 8月29日  | STAR☆TING!                                                                                                | 青空アンダーガールズ | 「STAR☆TING!」 「オレンジ」                                                                   | ゲーム『青空アンダーガールズ！』関連曲                                          |
| 8月29日  | STAR☆TING!                                                                                                | Twinkle☆Star | 「トキメキサマー」 「明日の行方」 「未来はすぐそこで待っている」                              | ゲーム『青空アンダーガールズ！』関連曲                                          |
| 9月8日   | THE IDOLM@STER CINDERELLA GIRLS SS3A Live Sound Booth♪ 会場オリジナルCD                                   | 森久保乃々（高橋花林） | 「Sweet Witches' Night 〜6人目はだぁれ〜（M@STER VERSION）」                                  | ゲーム『アイドルマスター シンデレラガールズ スターライトステージ』関連曲        |
| 9月12日  | lovely trouble                                                                                            | 箕作沙々芽（高橋花林） | 「lovely trouble」                                                                            | テレビアニメ『音楽少女』挿入歌                                                  |
| 9月12日  | lovely trouble                                                                                            | 箕作沙々芽（高橋花林） | 「ネオセンセーション！」                                                                      | テレビアニメ『音楽少女』関連曲                                                  |
| 9月26日  | シャイニング・ピーシーズ                                                                                  | 音楽少女 | 「シャイニング・ピース」                                                                      | テレビアニメ『音楽少女』挿入歌                                                  |
| 9月26日  | シャイニング・ピーシーズ                                                                                  | 箕作沙々芽（高橋花林） | 「シャイニング・ピース」                                                                      | テレビアニメ『音楽少女』関連曲                                                  |
| 11月28日 | ソラとウミのアイダ ボーカルソング集                                                                       | 空町春（高橋花林）、ルビー・安曇（井上ほの花）、櫻舞湖（すずきももこ） | 「ソラとウミのアイダ」                                                                        | テレビアニメ『ソラとウミのアイダ』オープニングテーマ                            |
| 11月28日 | ソラとウミのアイダ ボーカルソング集                                                                       | 空町春（高橋花林） | 「笑ってゆこう」                                                                              | テレビアニメ『ソラとウミのアイダ』関連曲                                        |
| 11月30日 | THE IDOLM@STER CINDERELLA GIRLS 6thLIVE MERRY-GO-ROUNDOME!!! MASTER SEASONS AUTUMN! SOLO REMIX            | 森久保乃々（高橋花林） | 「さよならアンドロメダ」                                                                      | ゲーム『アイドルマスター シンデレラガールズ』関連曲                             |
| 12月26日 | 音楽少女 BD第4巻特典CD                                                                                    | 箕作沙々芽（高橋花林）、諸岡ろろ（江口菜子）、金時琴子（Lynn） | 「IT'S UP TO US」                                                                             | テレビアニメ『音楽少女』関連曲                                                  |
| 2019年   | | |                                                                                               |                                                                                 |
| 2月20日  | THE IDOLM@STER CINDERELLA GIRLS STARLIGHT MASTER 26 美に入り彩を穿つ                                      | 関裕美（会沢紗弥）、森久保乃々（高橋花林） | 「あいくるしい 〜For SS3A rearrange Mix〜」                                                   | ゲーム『アイドルマスター シンデレラガールズ スターライトステージ』関連曲        |
| 5月15日  | THE IDOLM@STER CINDERELLA MASTER 053 森久保乃々                                                           | 森久保乃々（高橋花林） | 「もりのくにから」                                                                            | ゲーム『アイドルマスター シンデレラガールズ』関連曲                             |
| 6月19日  | THE IDOLM@STER CINDERELLA GIRLS STARLIGHT MASTER 29 クレイジークレイジー                                  | 森久保乃々（高橋花林） | 「∀NSWER 〜ののの物語〜（M@STER VERSION）」                                                   | ゲーム『アイドルマスター シンデレラガールズ スターライトステージ』関連曲        |
| 9月2日   | THE IDOLM@STER CINDERELLA GIRLS 7thLIVE TOUR Special 3chord♪ Comical Pops! 会場オリジナルCD               | 森久保乃々（高橋花林） | 「∀NSWER（M@STER VERSION）」                                                                  | ゲーム『アイドルマスター シンデレラガールズ スターライトステージ』関連曲        |
| 10月16日 | 温泉むすめコンプリートアルバム Vol.1                                                                      | SPRiNGS | 「湯夢色バトン」                                                                              | 『温泉むすめ』関連曲                                                            |
| 11月13日 | THE IDOLM@STER CINDERELLA GIRLS STARLIGHT MASTER for the NEXT! 02 ステップ&スキップ                       | 関裕美（会沢紗弥）、白菊ほたる（天野聡美）、森久保乃々（高橋花林） | 「ステップ&スキップ（M@STER VERSION）」                                                       | ゲーム『アイドルマスター シンデレラガールズ スターライトステージ』関連曲        |
| 11月13日 | THE IDOLM@STER CINDERELLA GIRLS STARLIGHT MASTER for the NEXT! 02 ステップ&スキップ                       | 森久保乃々（高橋花林） | 「ステップ&スキップ（M@STER VERSION）」                                                       | ゲーム『アイドルマスター シンデレラガールズ スターライトステージ』関連曲        |
| 2020年   | | |                                                                                               |                                                                                 |
| 9月16日  | 恋の詩より恋だっちゃ?                                                                                     | 秋保那菜子（高橋花林） | 「恋の詩より恋だっちゃ?」                                                                     | 『温泉むすめ』関連曲                                                            |
| 2021年   | | |                                                                                               |                                                                                 |
| 1月27日  | アサルトリリィ BOUQUET BD第1巻特典CD                                                                      | 一柳隊 | 「Edel Lilie」                                                                                | テレビアニメ『アサルトリリィ BOUQUET』エンディングテーマ                        |
| 2月24日  | アサルトリリィ BOUQUET BD第2巻特典CD                                                                      | 楓・J・ヌーベル（井澤美香子）、二川二水（西本りみ）、ミリアム・ヒルデガルド・v・グロピウス（高橋花林） | 「リリィ♡リリィ♡GOGOリリィ♡」                                                                 | テレビアニメ『アサルトリリィ BOUQUET』関連曲                                    |
| 3月24日  | アサルトリリィ BOUQUET BD第3巻特典CD                                                                      | 一柳隊 | 「GROWING*」                                                                                  | テレビアニメ『アサルトリリィ BOUQUET』エンディングテーマ                        |
| 4月7日   | THE IDOLM@STER CINDERELLA GIRLS STARLIGHT MASTER GOLD RUSH! 07 Wish you Happiness!!                       | 森久保乃々（高橋花林） | 「brave heart」                                                                               | ゲーム『アイドルマスター シンデレラガールズ スターライトステージ』関連曲        |
| 4月28日  | アサルトリリィ BOUQUET BD第4巻特典CD                                                                      | 一柳隊 | 「君の手を離さない 〜BOUQUET Ver.〜」                                                         | テレビアニメ『アサルトリリィ BOUQUET』挿入歌                                    |
| 5月26日  | 舞台「アサルトリリィ League of Gardens / アサルトリリィ The Fateful Gift」 BD特典CD                       | 一柳隊 | 「繋がり」                                                                                    | 舞台『アサルトリリィ League of Gardens』オープニングテーマ                      |
| 5月26日  | 舞台「アサルトリリィ League of Gardens / アサルトリリィ The Fateful Gift」 BD特典CD                       | 一柳隊 | 「大切を数えよう」                                                                            | 舞台『アサルトリリィ League of Gardens』エンディングテーマ                      |
| 5月26日  | 舞台「アサルトリリィ League of Gardens / アサルトリリィ The Fateful Gift」 BD特典CD                       | 一柳隊、ルド女選抜、御台場選抜、相模女子選抜、ヘルヴォル、御前（佃井皆美） | 「君の手を離さない」                                                                          | 舞台『アサルトリリィ The Fateful Gift』オープニングテーマ                       |
| 9月8日   | Edel Lilie（Last Bullet MIX） 一柳隊Ver.                                                                  | 一柳隊 | 「OVERFLOW」                                                                                  | ゲーム『アサルトリリィ Last Bullet』関連曲                                      |
| 9月22日  | ウマ娘 プリティーダービー WINNING LIVE 02                                                                 | エアグルーヴ（青木瑠璃子）、カワカミプリンセス（高橋花林）、スイープトウショウ （杉浦しおり）、ニシノフラワー（河井晴菜）、メジロドーベル（久保田ひかり） | 「彩 Phantasia」                                                                              | ゲーム『ウマ娘 プリティーダービー』関連曲                                       |
| 9月22日  | ウマ娘 プリティーダービー WINNING LIVE 02                                                                 | ダイワスカーレット（木村千咲）、グラスワンダー（前田玲奈）、テイエムオペラオー（徳井青空）、ナリタブライアン（衣川里佳）、シンボリルドルフ（田所あずさ）、エアグルーヴ（青木瑠璃子）、ビワハヤヒデ（近藤唯）、マヤノトップガン（星谷美緒）、ミホノブルボン（長谷川育美）、ウイニングチケット（渡部優衣）、カワカミプリンセス（高橋花林）、スイープトウショウ（杉浦しおり）、ナリタタイシン（渡部恵子）、ニシノフラワー（河井晴菜）、メジロドーベル（久保田ひかり） | 「うまぴょい伝説」                                                                            | ゲーム『ウマ娘 プリティーダービー』関連曲                                       |
| 10月20日 | SWITCH!-ぐんまちゃん SONG COLLECTION-                                                                     | ぐんまちゃん（高橋花林）、あおま（内田彩）、みーみ（小倉唯） | 「SWITCH!」                                                                                   | テレビアニメ『ぐんまちゃん』オープニングテーマ                                  |
| 12月12日 | SWITCH!（ぐんまちゃんver.）                                                                               | ぐんまちゃん（高橋花林） | 「SWITCH!（ぐんまちゃんver.）」                                                               | テレビアニメ『ぐんまちゃん』関連曲                                              |
| 12月22日 | THE IDOLM@STER CINDERELLA GIRLS 10th ANNIVERSARY M@GICAL WONDERLAND TOUR!!! Celebration Land オリジナルCD | 森久保乃々（高橋花林） | 「Take me☆Take you」 「キミのそばでずっと」                                                   | ゲーム『アイドルマスター シンデレラガールズ』関連曲                             |
| 2022年   | | |                                                                                               |                                                                                 |
| 2月9日   | Neunt Praeludium（Last Bullet MIX） 一柳隊ver.                                                            | 一柳隊 | 「蕾の中の奇跡」                                                                              | ゲーム『アサルトリリィ Last Bullet』関連曲                                      |
| 2月9日   | Neunt Praeludium（Last Bullet MIX） 一柳隊ver.                                                            | 一柳隊 | 「想い出が溢れてる」                                                                          | 舞台『アサルトリリィ Lost Memories』テーマソング                                |
| 2月9日   | Neunt Praeludium（Last Bullet MIX）Blu-ray付生産限定盤                                                    | アサルトリリィ Last Bullet | 「蕾の中の奇跡」                                                                              | ゲーム『アサルトリリィ Last Bullet』関連曲                                      |
| 2月22日  | ウマ娘 プリティーダービー Solo Vocal Tracks Vol.3 -4th EVENT SPECIAL DREAMERS!!-                          | カワカミプリンセス（高橋花林） | 「彩 Phantasia（Game Size）」                                                                 | ゲーム『ウマ娘 プリティーダービー』関連曲                                       |
| 3月16日  | THE IDOLM@STER CINDERELLA GIRLS STARLIGHT MASTER R/LOCK ON! 03 かぼちゃ姫                                 | 白坂小梅（桜咲千依）、久川凪（立花日菜）、関裕美（会沢紗弥）、森久保乃々（高橋花林）、椎名法子（都丸ちよ） | 「かぼちゃ姫（M@STER VERSION）」                                                              | ゲーム『アイドルマスター シンデレラガールズ スターライトステージ』関連曲        |
| 3月16日  | THE IDOLM@STER CINDERELLA GIRLS STARLIGHT MASTER R/LOCK ON! 03 かぼちゃ姫                                 | 森久保乃々（高橋花林） | 「かぼちゃ姫（M@STER VERSION）」                                                              | ゲーム『アイドルマスター シンデレラガールズ スターライトステージ』関連曲        |
| 8月3日   | Cherish                                                                                                   | 一柳隊 | 「Neunt Praeludium」 「Edel Lilie」                                                           | 『アサルトリリィ』関連曲                                                        |
| 8月3日   | Cherish                                                                                                   | ミリアム・ヒルデガルド・ｖ・グロピウス（高橋花林） | 「ピンキー・プロミス」                                                                        | 『アサルトリリィ』関連曲                                                        |
| 10月4日  | ウマ娘 プリティーダービー Solo Vocal Tracks Vol.5 －4th EVENT SPECIAL DREAMERS!! EXTRA STAGE－            | カワカミプリンセス（高橋花林） | 「We are DREAMERS!!（Game Size）」                                                            | ゲーム『ウマ娘 プリティーダービー』関連曲                                       |
| 11月16日 | Do It Yourself!! ‐どぅー・いっと・ゆあせるふ‐ Theme Songs                                                 | 潟女DIY部! | 「どきどきアイデアをよろしく！」                                                              | テレビアニメ『Do It Yourself!! -どぅー・いっと・ゆあせるふ-』オープニングテーマ |
| 2023年   | | |                                                                                               |                                                                                 |
| 3月1日   | THE IDOLM@STER CINDERELLA MASTER Cool jewelries! 004                                                      | 松永涼（千菅春香）、三船美優（原田彩楓）、森久保乃々（高橋花林）、藤原肇（鈴木みのり）、砂塚あきら（富田美憂） | 「Starry Night」 「認めてくれなくたっていいよ」                                               | ゲーム『アイドルマスター シンデレラガールズ』関連曲                             |
| 3月1日   | THE IDOLM@STER CINDERELLA MASTER Cool jewelries! 004                                                      | 森久保乃々（高橋花林） | 「空想フォレスト」                                                                            | ゲーム『アイドルマスター シンデレラガールズ』関連曲                             |
| 7月12日  | Synchronicity                                                                                             | UniChØrd | 「Synchronicity」 「DJ NANMO WAKARAN」 「ハジマリビート」                                     | ゲーム『D4DJ Groovy Mix』関連曲                                                 |
| 7月12日  | D4DJ Groovy Mix カバートラックス vol.8                                                                    | UniChØrd | 「INTERNET OVERDOSE」 「回レ!雪月花」                                                         | ゲーム『D4DJ Groovy Mix』関連曲                                                 |
| 9月13日  | THE IDOLM@STER CINDERELLA GIRLS STARLIGHT MASTER PLATINUM NUMBER 08 ミライコンパス                        | 森久保乃々（高橋花林） | 「なみだのくに」                                                                              | ゲーム『アイドルマスター シンデレラガールズ スターライトステージ』関連曲        |
| 9月16日  | ウマ娘 プリティーダービー Solo Vocal Tracks Vol.7 5th EVENT ARENA TOUR GO BEYOND -GAZE-                   | カワカミプリンセス（高橋花林） | 「Ms. VICTORIA（Game Size）」 「DRAMATIC JOURNEY（Game Size）」                               | ゲーム『ウマ娘 プリティーダービー』関連曲                                       |
| 10月11日 | クリカエステップ                                                                                          | UniChØrd | 「クリカエステップ」 「ピコピコ音頭」 「空想リーパー」                                        | ゲーム『D4DJ Groovy Mix』関連曲                                                 |
| 11月8日  | トウメイダイアリー/Wish Drop                                                                              | 一柳隊 | 「トウメイダイアリー」                                                                        | ゲーム『アサルトリリィ Last Bullet』2周年テーマ曲                               |
| 12月13日 | THE IDOLM@STER CINDERELLA GIRLS STARLIGHT MASTER PLATINUM NUMBER 13 ノートの中のテラリウム                | 久川凪（立花日菜）、森久保乃々（高橋花林） | 「ノートの中のテラリウム（M@STER VERSION）」                                                  | ゲーム『アイドルマスター シンデレラガールズ スターライトステージ』関連曲        |
| 12月13日 | THE IDOLM@STER CINDERELLA GIRLS STARLIGHT MASTER PLATINUM NUMBER 13 ノートの中のテラリウム                | 森久保乃々（高橋花林） | 「ノートの中のテラリウム（M@STER VERSION）」                                                  | ゲーム『アイドルマスター シンデレラガールズ スターライトステージ』関連曲        |
| 12月20日 | D4DJ EXCLUSIVE TRACKS                                                                                     | D4DJ ALL STARS | 「LOVE!HUG!GROOVY!! +nova」                                                                   | ゲーム『D4DJ Groovy Mix』関連曲                                                 |
| 2024年   | | |                                                                                               |                                                                                 |
| 2月7日   | 運命のトリニティ                                                                                          | 一柳隊 with 早川弥宏（大西亜玖璃）、富永真（小泉萌香） | 「Adabana」                                                                                   | ゲーム『アサルトリリィ Last Bullet』関連曲                                      |
| 2月7日   | 運命のトリニティ                                                                                          | 一柳隊 | 「Adabana」                                                                                   | ゲーム『アサルトリリィ Last Bullet』関連曲                                      |
| 3月20日  | THE IDOLM@STER CINDERELLA GIRLS STARLIGHT MASTER HEART TICKER! 04 D-ark L-ily's Grin                      | 関裕美（会沢紗弥）、白菊ほたる（天野聡美）、森久保乃々（高橋花林） | 「書きかけのラブレター」                                                                      | ゲーム『アイドルマスター シンデレラガールズ スターライトステージ』関連曲        |
| 4月14日  | 新春エントロピー/第一ミチル体操                                                                           | UniChØrd | 「新春エントロピー」                                                                          | 『D4DJ』関連曲                                                                  |
| 4月24日  | D4DJ Groovy Mix カバートラックス vol.9                                                                    | UniChØrd | 「ハッピーシンセサイザ」                                                                      | ゲーム『D4DJ Groovy Mix』関連曲                                                 |
| 5月22日  | D4DJ XROSS∞BEAT                                                                                           | UniChØrd×Abyssmare | 「CYBERPUNK」                                                                                 | ゲーム『D4DJ Groovy Mix』関連曲                                                 |
| 5月22日  | D4DJ XROSS∞BEAT                                                                                           | Happy Around!×UniChØrd | 「バイタルサイン」                                                                            | ゲーム『D4DJ Groovy Mix』関連曲                                                 |
| 6月19日  | トーキョーオタクデート/AXIS the world                                                                     | UniChØrd | 「トーキョーオタクデート」 「孤月」                                                           | ゲーム『D4DJ Groovy Mix』関連曲                                                 |
| 6月19日  | THE IDOLM@STER CINDERELLA GIRLS STARLIGHT MASTER HEART TICKER! 07 ワタシ御伽ばなシ                        | ライラ（市ノ瀬加那）、古賀小春（小森結梨）、喜多日菜子（深川芹亜）、双葉杏（五十嵐裕美）、森久保乃々（高橋花林） | 「ワタシ御伽ばなシ（M@STER VERSION）」                                                        | ゲーム『アイドルマスター シンデレラガールズ スターライトステージ』関連曲        |
| 6月19日  | THE IDOLM@STER CINDERELLA GIRLS STARLIGHT MASTER HEART TICKER! 07 ワタシ御伽ばなシ                        | 森久保乃々（高橋花林） | 「ワタシ御伽ばなシ（M@STER VERSION）」                                                        | ゲーム『アイドルマスター シンデレラガールズ スターライトステージ』関連曲        |
| 2025年   | | |                                                                                               |                                                                                 |
| 1月22日  | CONSTELLAT10N                                                                                             | 一柳隊 with 一柳結梨（伊藤美来） | 「CONSTELLAT10N」                                                                             | ゲーム『アサルトリリィ Last Bullet』関連曲                                      |
| 3月5日   | SUPERSTAR                                                                                                 | Happy Around!・Peaky P-key・Photon Maiden・Merm4id・燐舞曲・Lyrical Lily・UniChØrd | 「SUPERSTAR」                                                                                 | ゲーム『D4DJ Groovy Mix』関連曲                                                 |
| 3月5日   | INTERNET YAMERO                                                                                           | UniChØrd | 「INTERNET YAMERO」                                                                           | ゲーム『D4DJ Groovy Mix』関連曲                                                 |

### その他参加楽曲
| 発売日        | 商品名                                     | 歌        | 楽曲                   | 備考                                                       |
| ------------- | ------------------------------------------ | --------- | ---------------------- | ---------------------------------------------------------- |
| 2013年4月17日 | 君と二人                                   | YURI*KARI | 「君と二人」           | テレビアニメ『断裁分離のクライムエッジ』エンディングテーマ |
| 2013年4月17日 | 君と二人                                   | YURI*KARI | 「春の嵐」             |                                                            |
| 2014年1月22日 | ディズニー・ロックス!!! ガールズ・パワー！ | YURI*KARI | 「It's a Small World」 |                                                            |

## ライブ・イベント

### 合同ライブ
| 出演日              | タイトル                                                                                          | 会場                                      |
| ------------------- | ------------------------------------------------------------------------------------------------- | ----------------------------------------- |
| 2016年11月19日      | THE IDOLM@STER CINDERELLA GIRLS 5th Anniversary Party ニコ生SP                                    | 森のホール21（千葉県）                    |
| 2017年5月27日・28日 | THE IDOLM@STER CINDERELLA GIRLS 5thLIVE TOUR Serendipity Parade!!! 石川公演                       | 石川県産業展示館4号館（石川県）           |
| 2017年8月12日       | THE IDOLM@STER CINDERELLA GIRLS 5thLIVE TOUR Serendipity Parade!!! さいたまスーパーアリーナ公演   | さいたまスーパーアリーナ（埼玉県）        |
| 2018年9月8日・9日   | THE IDOLM@STER CINDERELLA GIRLS SS3A Live Sound Booth♪                                            | ヤマダグリーンドーム前橋（群馬県）        |
| 2018年12月1日・2日  | THE IDOLM@STER CINDERELLA GIRLS 6thLIVE MERRY-GO-ROUNDOME!!! ナゴヤドーム公演                     | ナゴヤドーム（愛知県）                    |
| 2019年10月20日      | バンダイナムコエンターテインメントフェスティバル                                                  | 東京ドーム（東京都）                      |
| 2019年11月9日・10日 | THE IDOLM@STER CINDERELLA GIRLS 7thLIVE TOUR Special 3chord♪ Funky Dancing!                       | ナゴヤドーム（愛知県）                    |
| 2020年8月30日       | Animelo Summer Live 2020 -COLORS-                                                                 | さいたまスーパーアリーナ（埼玉県）        |
| 2021年1月10日       | THE IDOLM@STER CINDERELLA GIRLS Broadcast & LIVE Happy New Yell!!!                                | 幕張メッセ国際展示場 1-3ホール（千葉県）  |
| 2021年8月29日       | Animelo Summer Live 2021 -COLORS-                                                                 | さいたまスーパーアリーナ（埼玉県）        |
| 2021年10月2日・3日  | THE IDOLM@STER CINDERELLA GIRLS 10th ANNIVERSARY M@GICAL WONDERLAND TOUR!!! MerryMaerchen Land    | 西日本総合展示場 新館（福岡県）           |
| 2022年4月2日・3日   | THE IDOLM@STER CINDERELLA GIRLS 10th ANNIVERSARY M@GICAL WONDERLAND!!!（ファイナル公演）          | ベルーナドーム（埼玉県）                  |
| 2022年5月2日        | ぐんまちゃんトーク&ライブ in サンリオピューロランド                                               | サンリオピューロランド（東京都）          |
| 2022年5月16日       | アサルトリリィミニトーク＆ライブ #リリィ向上会議(昼の部、夜の部)                                  | 飛行船シアター（東京都）                  |
| 2022年6月18日       | ゆうきんち ゲーム＆トークイベント                                                                 | 全電通労働会館 2階 多目的ホール（東京都） |
| 2022年7月2日        | セカンドショットpresentsカラオケ大会夏(昼の部、夜の部)                                            | 科学技術館サイエンスホール（東京都）      |
| 2023年9月9日・10日  | THE IDOLM@STER CINDERELLA GIRLS Shout out Live!!!                                                 | 愛知県国際展示場 ホールA（愛知県）        |
| 2024年3月10日       | THE IDOLM@STER CINDERELLA GIRLS UNIT LIVE TOUR ConnecTrip! 岩手公演                               | トーサイクラシックホール岩手（岩手県）    |
| 2024年4月14日       | UniChØrd 1st EVENT「トークもライブもわからんらん！！」                                            | 飛行船シアター（東京都）                  |
| 2024年5月25日・26日 | D4DJ D4 FES. XROSS∞BEAT                                                                           | パシフィコ横浜 国立大ホール（神奈川県）   |
| 2024年9月14日・15日 | THE IDOLM@STER CINDERELLA GIRLS STARLIGHT FANTASY                                                 | Kアリーナ横浜（神奈川県）                 |
| 2025年3月30日       | アサルトリリィ Project 5th Anniversary LIVE CONSTELLAT10N 〜Wish Upon A Star〜                    | 市川市文化会館 大ホール（千葉県）         |
| 2025年4月26日・27日 | THE IDOLM@STER CINDERELLA GIRLS STARLIGHT STAGE 10th ANNIVERSARY TOUR Let’s AMUSEMENT!!! 東京公演 | 有明アリーナ（東京都）                    |